# CEN Réseau de la Haute-Savoie

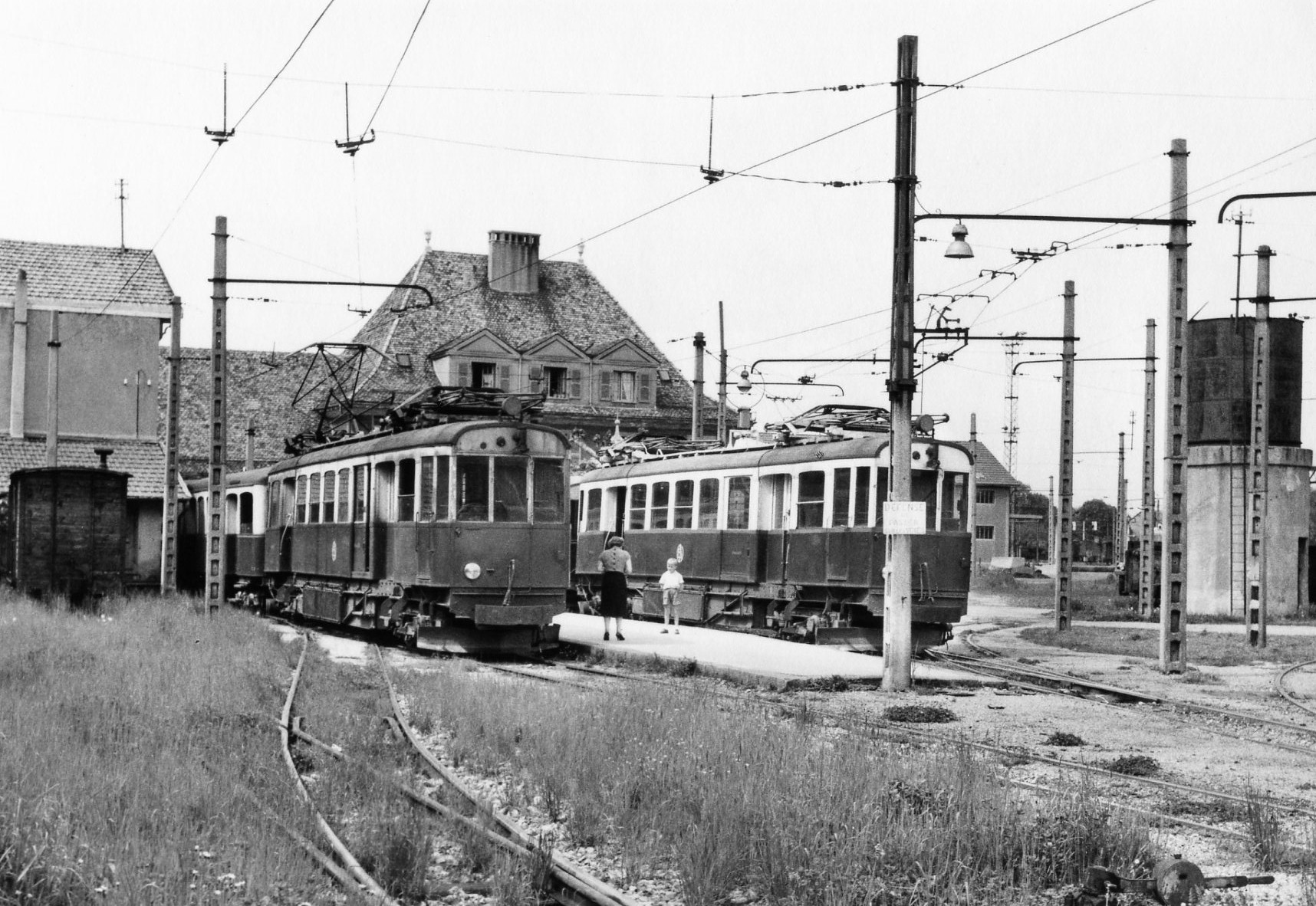
Automotrices en gare d'Annemasse en 1955.

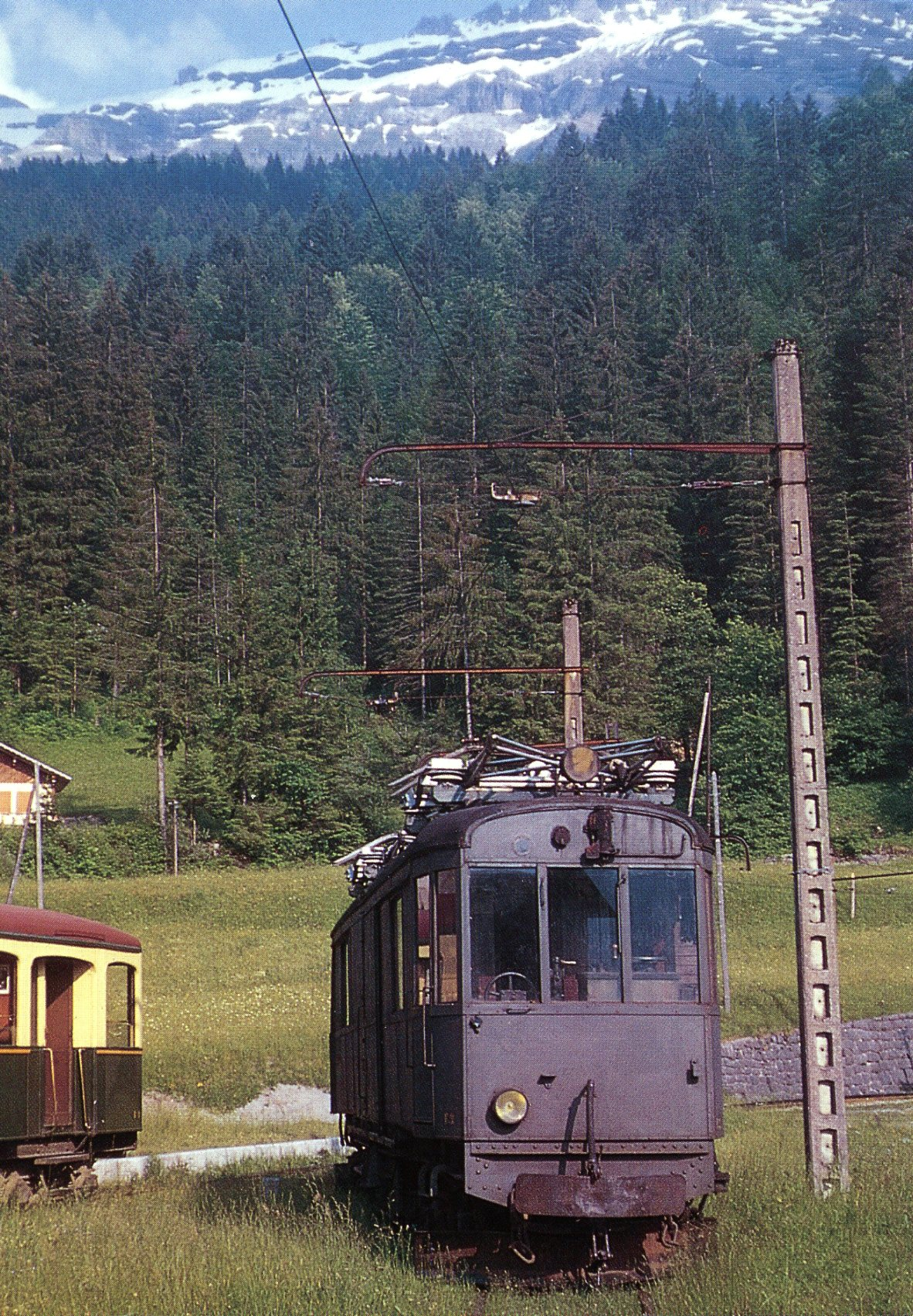
Automotrice en gare de Sixt

Le réseau de la Haute-Savoie de la société des Chemins de fer économiques du Nord (CEN) se situait dans le département de la Haute-Savoie. Il a fonctionné entre 1891 et 1959. Toutes les lignes sont à  voie métrique.

## Historique
Le réseau est concédé initialement à M. Alesmonières, auquel se substitue la société des Chemins de fer économiques du Nord le 14 juin 1890

## Infrastructure

### Les lignes
- Annemasse - Sixt[2],

Annemasse - Samoëns, (44 km), ouverture en 1891, fermeture le 15 mai 1959
Samoëns - Sixt, (6 km), ouverture le 24 aout 1932, fermeture le 15 mai 1959
- Bonne - Bonneville, (13 km), ouverture en 1891, fermeture en 1927
- Pont du Risse - Marignier, (7 km) ouverture en 1891, fermeture en 1946

### Jonctions avec d'autres réseaux
- Gare d'Annemasse avec le PLM et la ligne 12 de la  Compagnie genevoise des tramways électriques (CGTE),
- Gare de Bonneville avec le PLM
- Gare de Marignier avec le PLM

### Gares
- Annemasse
- La Bergue
- Bonne sur Ménoge
- Pont de Fillinges
- Viuz en Sallaz
- Ville en Sallaz
- La Tour
- St Jeoire
- Mieussy
- Taninges
- Verchaix
- Sixt Fer à Cheval

## Exploitation
Exploitée par les chemins de fer économiques du Nord, cette ligne à voie métrique fut ouverte en 1892 jusqu'à Samoëns, le prolongement à Sixt n'intervint qu'après 1914. Longue de 49km, elle se déployait le long de la vallée du Giffre. Partant d'Annemasse à 430m d'altitude, elle culminait à Sixt à 757m. Deux antennes furent construites, permettant de rejoindre la vallée de l'Arve. L'une de Bonne sur Menoge-Bonneville, l'autre de Saint-Jeoire à Marignier. Toutes deux disparurent avant 1939. Deux autres ne furent jamais achevées. Celle du Pont de Fillinges à Habère-Poche, qui aurait permis une desserte de la Vallée Verte, et celle de Taninges à Morzine. Une douzaine de trains circulaient quotidiennement, effectuant le parcours entre 1h30 et 1h50. Fin de l'exploitation le 14 mai 1959

### La modernisation
En 1932, la ligne principale, Annemasse - Samoens, prolongée jusqu'à Sixt est électrifiée. Plusieurs sections du tracé sont reconstruites en déviation, comme la sortie d'Annemasse. On érige de nouvelles gares. Le matériel roulant est remplacé par des véhicules neufs.

### Matériel roulant
- no 35 à 39, type 030T Locomotive bicabine, livrées en 1891 par les Ateliers de construction du Nord de la France (ANF) de Blanc-Misseron[a],[3];
- no 40, type 030T Locomotive bicabine, livrée en 1894 par la Société Franco-Belge.

## Installations et matériels préservés

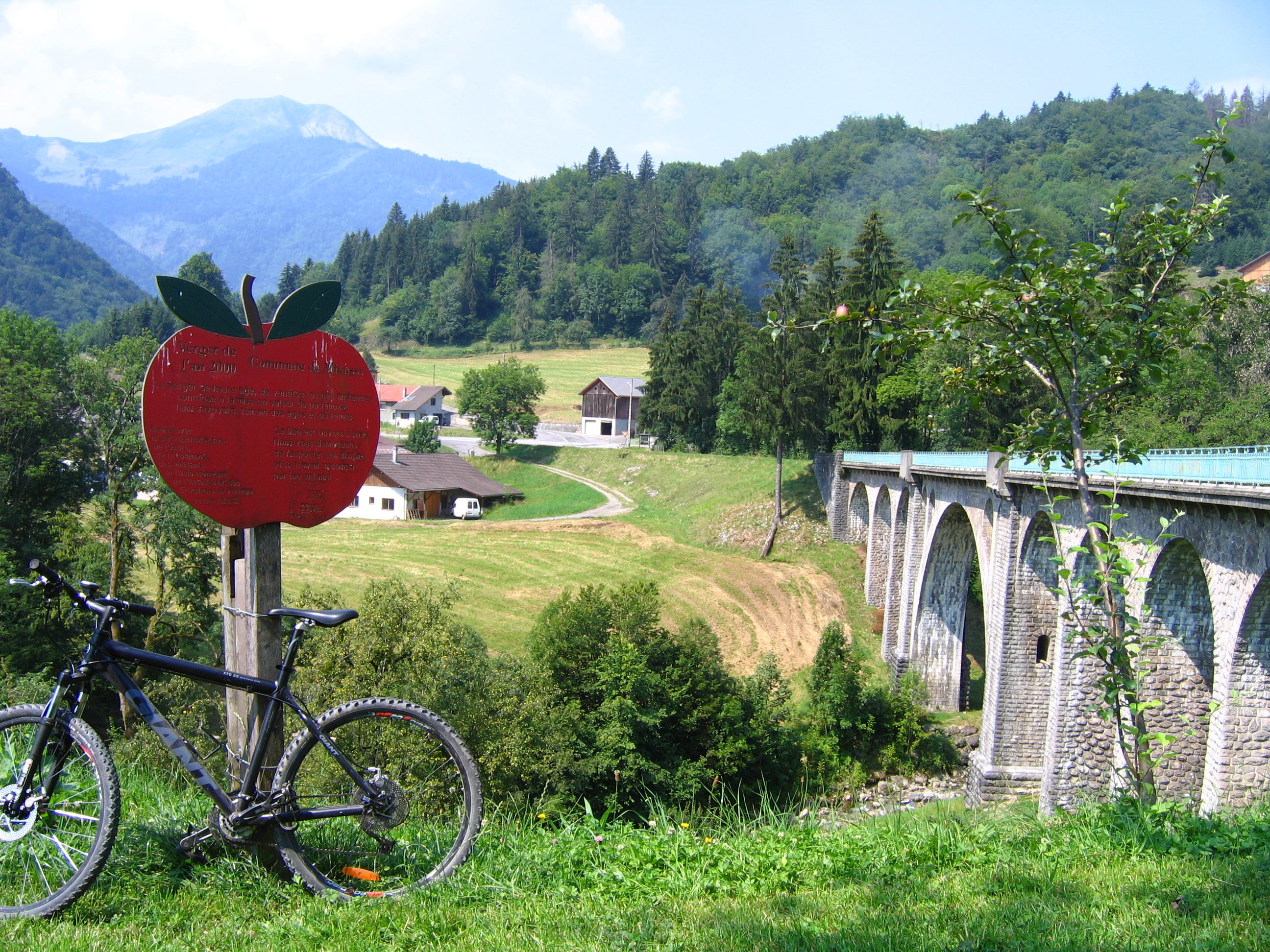
Ancien viaduc sur la commune de Mieussy

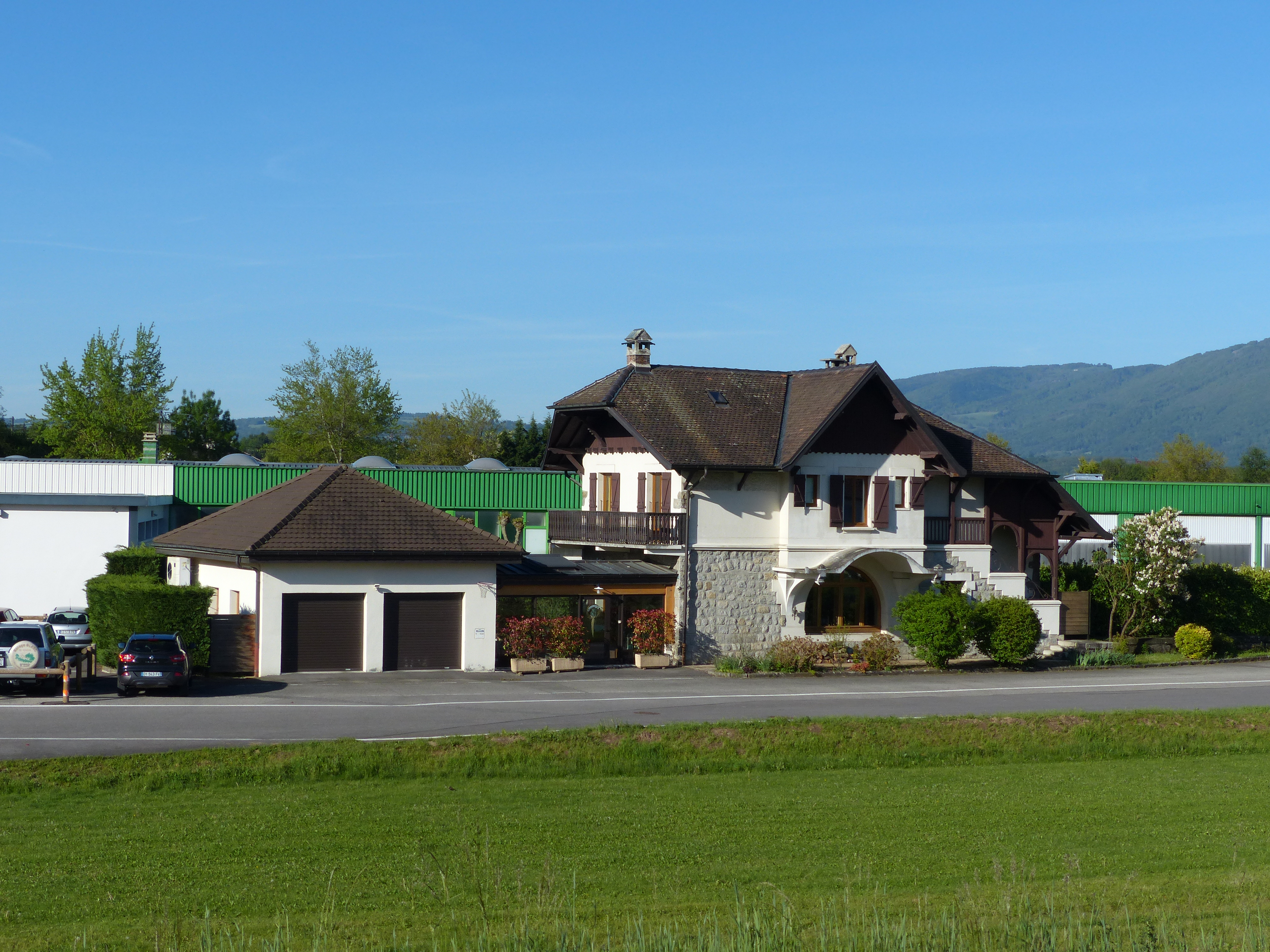
La gare de La Bergue.
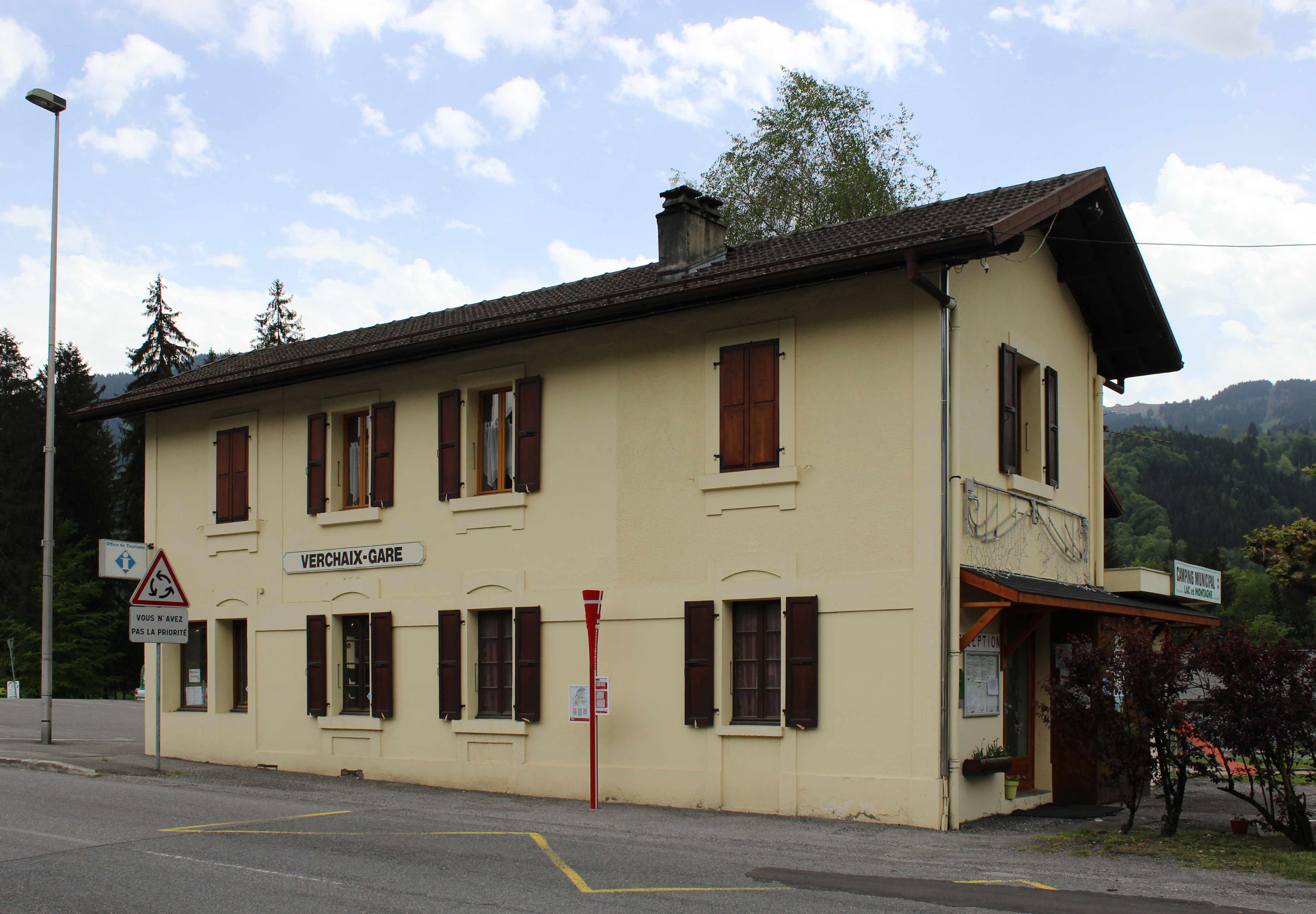
La gare de Verchaix.
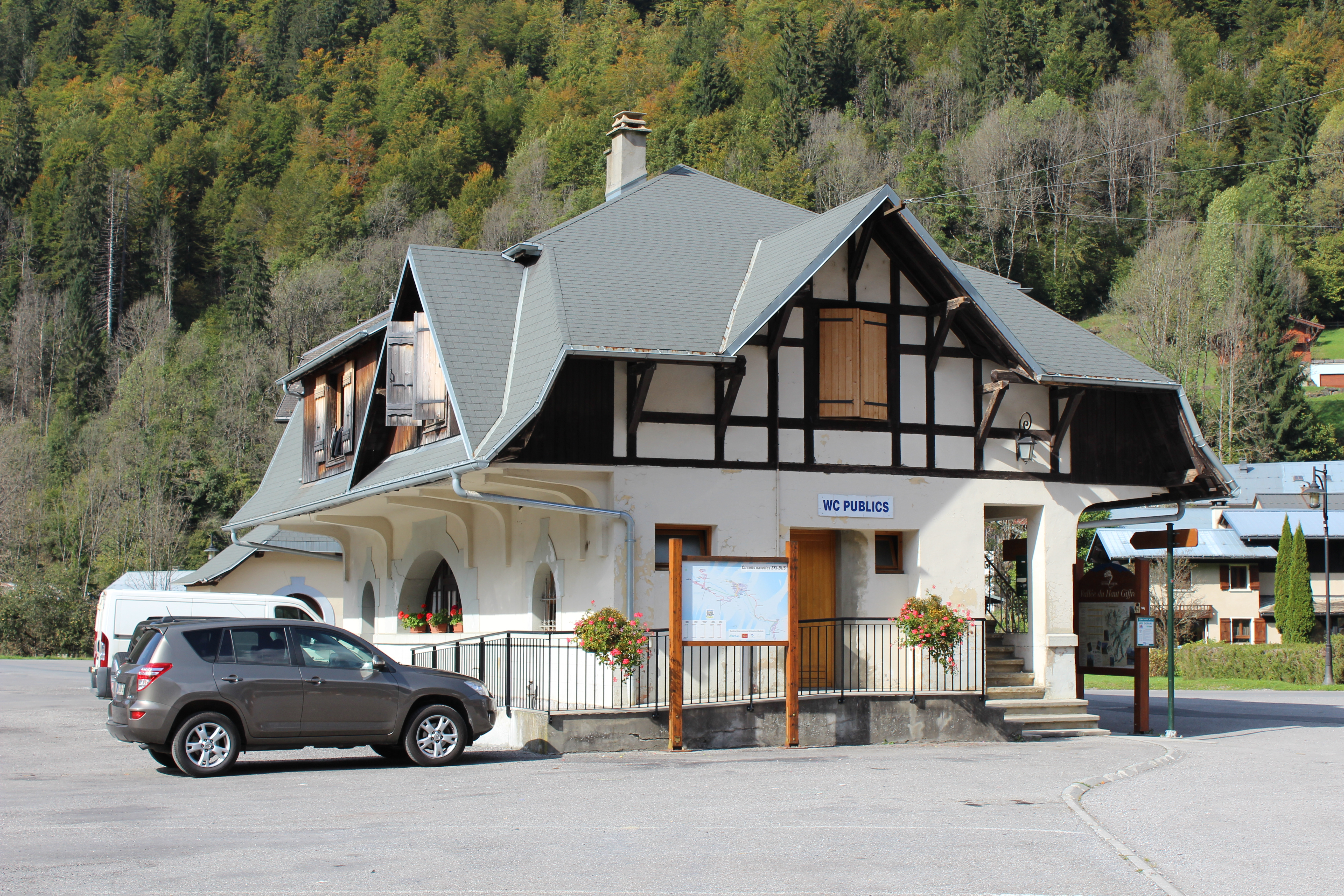
La gare de Sixt.

Plusieurs gares sont conservées et le plus important dse ouvrages d'art: le viaduc de Mieussy.

## Modélisme
Un diorama construit par Christian Gosse reproduit la section entre Viuz-en-Sallaz et Mieussy à l'échelle 1/87. Il est exposé à l'écomusée Paysalp.